# Huși
Huși est une ville du județ de Vaslui, en Moldavie roumaine.

## Histoire
Durant le néolithique, la région de Huși faisait partie de la civilisation de Coucouteni-Tripolie. Pendant l'antiquité, elle faisait partie de la Dacie et était habitée par les Carpiens. Durant les invasions barbares, et après le passage des Goths et de nombreux peuples cavaliers nomades d'origines diverses, quatre cultures vont marquer la région de Huşi : celle des Slaves (arrivés au VIe siècle), celle des Magyars (arrivés au IXe siècle, qui appellent la région Etelköz), celle des Iasses (des Alains arrivés au XIIe siècle et dont la ville de Iași perpétue le souvenir) et celle des Coumans (arrivés au XIIIe siècle), assimilés au fil du temps par les Proto-roumains qui finissent, en 1359, par émanciper leur principauté de Moldavie des tutelles ruthène et hongroise.
Huși est mentionnée comme domaine agricole à partir de 1494. En 1495, Étienne III de Moldavie construit ici l'église des apôtres Pierre et Paul qui devient, en 1598, sous le règne de Ieremia Movilă, de siège de l'évêché de Huși. L'étymologie du nom (qui est aussi celui de la petite rivière traversant la ville) pourrait provenir, selon l'évêque orthodoxe et grand-maître francmaçon Mihail Ștefănescu (ro), suivi par l'historien Nicolae Iorga et d'autres, du nom d'un maître fermier, Husul, dont les domaines s'étendaient sur les deux rives du Prut. Ces auteurs supposent que ce patronyme à son tour pourrait provenir d'une origine soit houtsoule (un groupe ukrainien des Carpates) soit hussite (un groupe pré-protestant tchèque).
Huși est aussi, déjà dans l'ouvrage Descriptio Moldaviae de Dimitrie Cantemir, le centre et le nom d'un important terroir viticole roumain et moldave.

## Histoire récente
En 1859, la Moldavie, en s'unissant à la Valachie, forme la Roumanie : Huşi est depuis lors une ville roumaine.

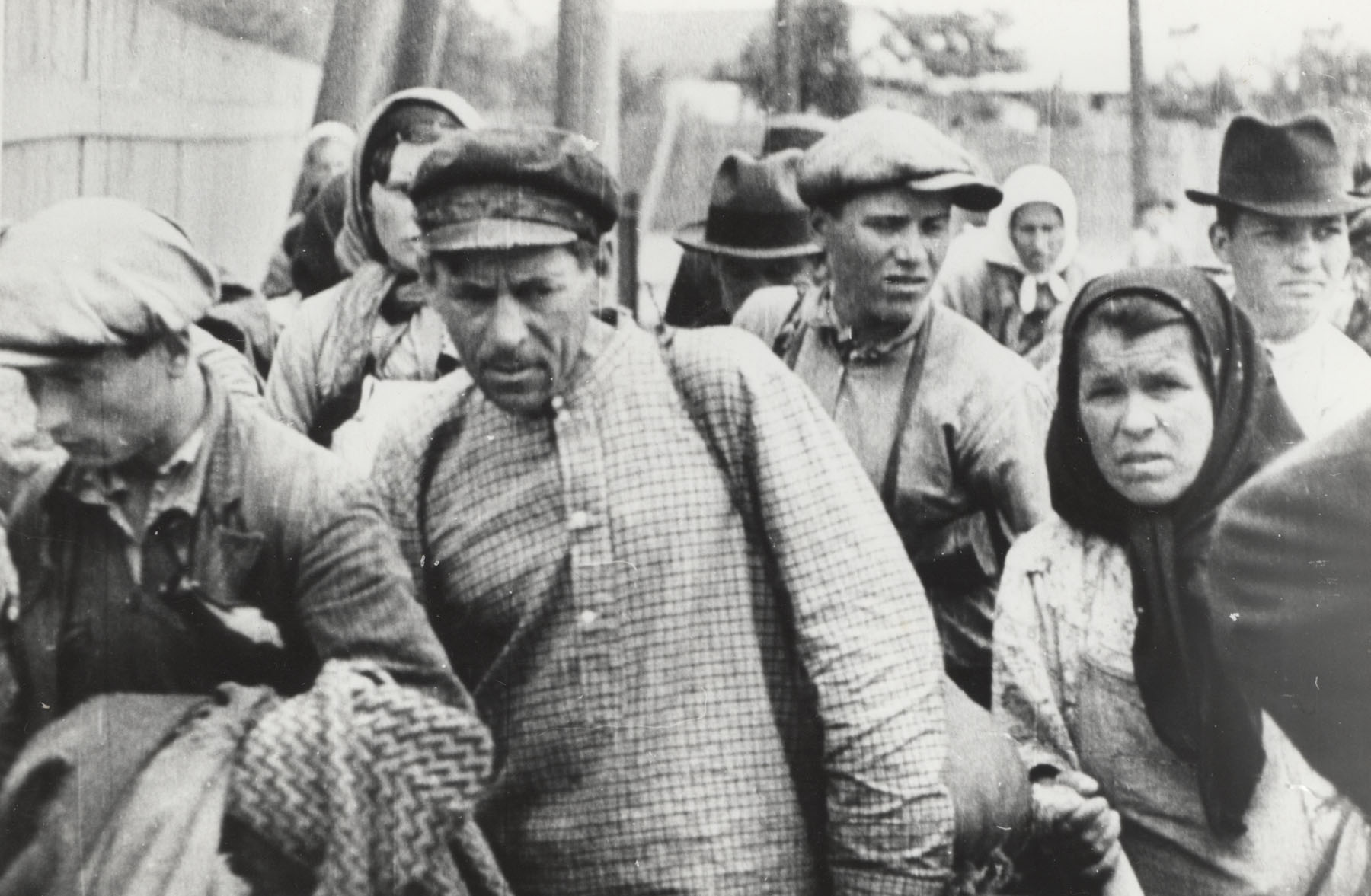
Réfugiés de Bessarabie fuyant l'occupation en juin 1940.

Au moment de l'occupation soviétique de la Bessarabie en juin 1940, consécutive au pacte Hitler-Staline, Huși fut, en raison de sa position, submergée de réfugiés et reçut, entre-autres, le personnel et les archives de la radio roumaine de Bessarabie amenées ici depuis Chișinău, avec des enregistrements de ces moments dramatiques, restés secrets durant toute la période communiste et redécouverts récemment.
Comme toute la Roumanie, Huși a souffert des régimes dictatoriaux carliste, fasciste et communiste de février 1938 à décembre 1989, et comme ailleurs en Roumanie. Dans les années 1941-1944 la communauté juive de Husi a reçu des habitants juifs des localités rurales d'alentours et les hommes ont ete envoyés aux travaux obligatoires. En juillet 1941 quelques dizaines de Juifs de Bessarabie ont été massacrés par des militaires roumains près de Husi. Apres la guerre presque toute la population juive de Husi est émigrée dans quelques vagues en Israël. Seuls 0,1% des habitants se sont déclarés « Juifs » au recensement de 2002.En mars 2019, le cimetière juif de Huși a subi des actes de vandalisme.
Huși connaît à nouveau la démocratie et sa situation économique et culturelle s’est améliorée après la chute de la dictature en 1989 et l’entrée dans l’Union européenne en 2007, mais a de nouveau décliné depuis la crise financière mondiale de 2007-2008 et la pandémie de Covid-19 n’a rien arrangé.

## Population
En 1900, la population est de 15 404 habitants dont 25% de confession juive.
En 1950, la population est de 32 763 habitants (avec les réfugiés).
En 2011, la population est de 26 266 habitants (après l'exode économique).
En 2019, 73,91% des Hussiotes se déclarent de confession orthodoxe, 17,19% catholique, 0,35 % juive, et 8,53 % ne déclarent pas d'affiliation confessionnelle.

## Personnalités
- Vasile Buhăescu
- Corneliu Codreanu
- Alexandru Ioan Cuza
- Ștefan Dimitrescu
- Alexandru Giugaru
- Anton Holban
- Nicolae Malaxa
- Mihai Ralea
- Gheorghe Teleman
- Nicolae Hortolomei